# 668
668 (DCLXVIII) je bilo prestopno leto, ki se je po julijanskem koledarju začelo na soboto.

## Dogodki
- 1. januar
- Arabci začnejo oblegati Konstantinopel.

## Smrti
- 15. julij - Konstans II., bizanzinski cesar (* 630)

Neznan datum
- Brahmagupta indijski matematik (* 598)